# Société générale des cires françaises
La Société générale des cires françaises est une entreprise créée en 1872 à Montluçon (Allier) par Pierre Troubat et dirigée ensuite par ses descendants. La marque d'encaustique Diamantine a fait sa célébrité.

## Fondation
Pierre Troubat (Domérat 1849 - Montluçon 1932) crée l'entreprise en 1872 à Montluçon, où elle est installée d'abord non loin de l'église Notre-Dame ; elle fabrique des bougies, des cierges et des cires.
La société va acquérir une grande renommée peu avant la Première Guerre mondiale grâce à l'encaustique et aux produits d'entretien vendus sous la marque Diamantine.

## Entre les deux guerres mondiales
L'entreprise connaît alors son plus grand développement. Elle est la première entreprise française dans sa spécialité, où elle réalise 80 % de la production nationale. Elle produit aussi bien des cires traditionnelles (cire d'abeille) que des cires minérales à base de pétrole et de schistes bitumeux.

## Diversification après la Seconde Guerre mondiale
L'entreprise cherche à se diversifier et à élaborer des produits innovants. Si l'encaustique Diamantine reste le produit-phare, avec une politique de communication très dynamique, d'autres productions sont développées : revêtements de sol, boîtes métalliques (Ferlux). Autour de 1970, l'usine de Montluçon occupe 180 personnes.
La société va au cours du temps donner naissance à un certain nombre d'entreprises spécialisées, comme Serviroc (commerce en gros de peintures, lubrifiants, produits d'hygiène et d'entretien) à Domérat, Codeve créé en 1970 qui fabrique encore aujourd'hui des produits de traitement du bois pour les professionnels et les particuliers, TLM (sols industriels) à Prémilhat, Forlane (produits de traitement du bois et du bâtiment) à Cournon-d'Auvergne, Agis Peintures à Saint-Victor (Allier).